# 161-й истребительный авиационный полк (2-го формирования)
161-й истребительный авиационный Рижский ордена Суворова полк (161-й иап) — воинская часть Вооружённых Сил СССР в Великой Отечественной войне.

## История
Полк начал формироваться в Московском военном округе (аэродром Монино) за счёт личного состава 21, 49, 161 (1 форм.), 163 (1 форм.), 184 и 237 истребительных авиаполков. Формирование завершено 18 августа 1941 года в 13-м запасном истребительном авиаполку Приволжского ВО (г. Кузнецк Пензенской область) на истребителях Як-1.
В составе действующей армии во время ВОВ c 29 августа 1941 по 8 октября 1941, с 14 декабря 1941 по 4 февраля 1943, с 9 августа 1943 по 11 ноября 1943 с 8 июля 1944 по 9 мая 1945 года.
С 29 августа 1941 года действует в составе ВВС 43-й армии под Москвой. Затем до 08.10.1941 г. действовал в составе 10-й смешанной авиационной дивизии (10-й сад), также входившей в состав ВВС 43-й армии.
8 октября 1941 года выведен в тыл в Кузнецк, Пензенской области в 13-й запасной истребительный авиационный полк.

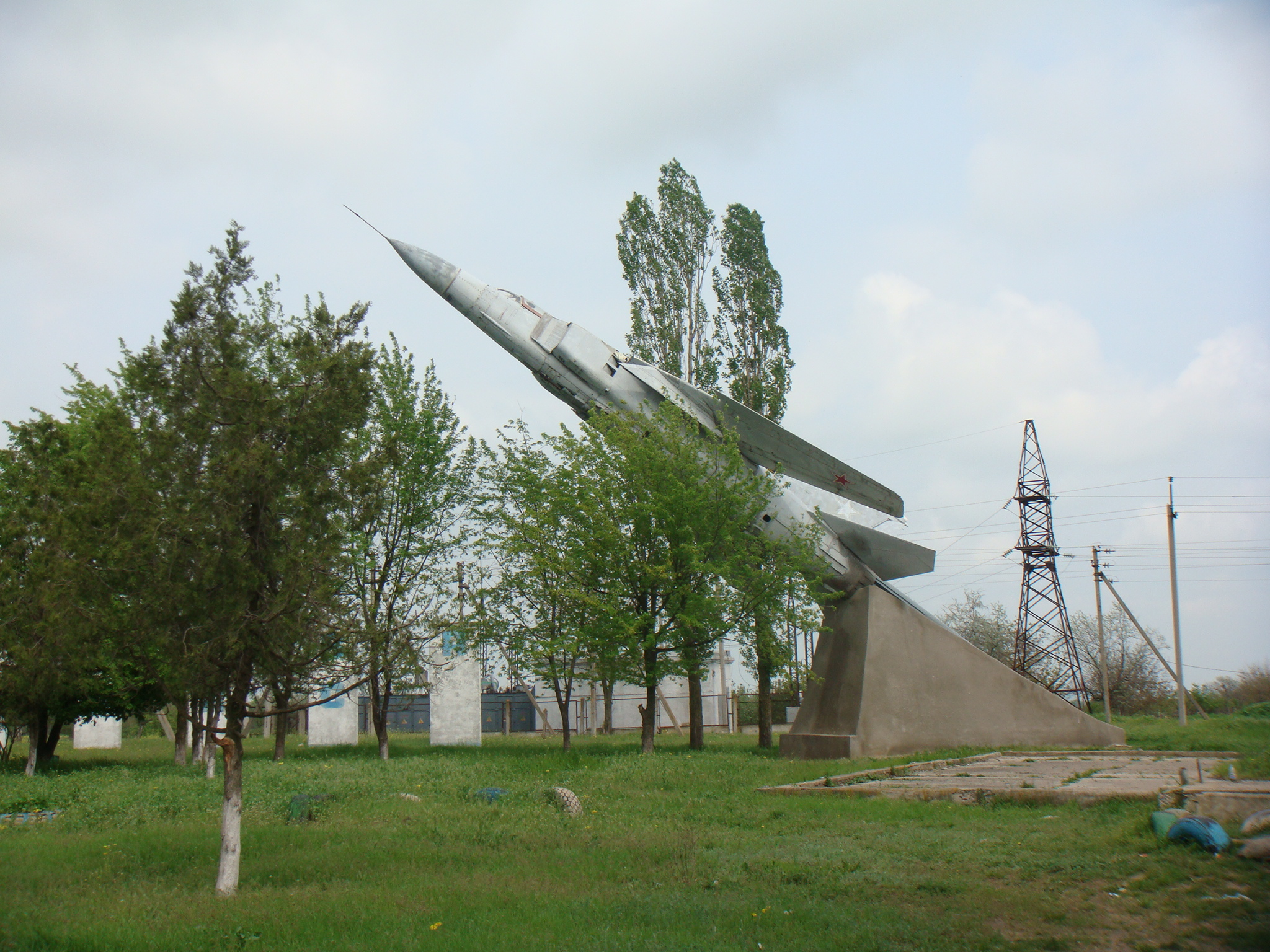
Самолёт полка МиГ-23 на постаменте в п. Лиманское Одесской области

В январе 1942 года поступил в состав 57-й смешанной авиадивизии и приступил к боевой деятельности в районе Старая Русса, Демянск, Пола. Базировался на аэродроме Крестцы. Так, в частности, после того как замкнулось кольцо окружения в районе Демянска в феврале 1942 года, охотится на транспортные самолёты, в основном Ju-52, снабжающие окружённую группировку. Действовал на Северо-Западном фронте в течение года, с января по ноябрь 1942 года сбил 54 самолёта противника.
4 февраля 1943 года вновь выведен на переформирование сначала в 16-й запасный истребительный авиационный полк Приволжского военного округа, затем, в мае 1943 года переведён во 2-й запасный истребительный авиационный полк Московского военного округа. В этот период полк прошёл переучивание и перевооружился на самолёты Ла-5.
В июне 1943 года базировался неподалёку от станции Дедовичи.
С 9 августа 1943 по 11 ноября 1943 года поддерживает наступление советских войск в Запорожье и Южной Украине, действуя в составе 207-й истребительной авиационной дивизии (11-я гвардейская Днепропетровская истребительная авиационная дивизия) 3-го смешанного авиационного корпуса 17-й воздушной армии Юго-Западного фронта.
11 ноября 1943 года вновь выведен во 2-й запасный истребительный авиационный полк на станцию Сейм. Получив в январе 1944 года новые самолёты Ла-5 в Горьком, был переброшен под Тулу, в Волынцево, где продолжил обучение и укомплектование.
С июля 1944 года прикрывает советские войска в районах Пушкинские Горы, Опочка, в августе 1944 в районе Острова, в сентябре 1944 в районе Тарту, в октябре 1944 в районе Риги. После освобождения Риги в полк начали поступать Ла-7, в 1945 году действует в Восточной Пруссии, закончил войну над Кёнигсбергом
Всего за годы войны лётчиками полка совершено 5943 вылета, проведено 710 воздушных боёв, сбито 246 самолётов, уничтожено 594 автотранспорта с войсками и грузом, уничтожено 1386 солдат и офицеров противника.

### Послевоенная история
В составе 330-й иад 22.08.1945 г. перебазировался в 13-й ВА Ленинградского ВО (аэр. Кречевицы Новгородской области). В 1951 году перевооружён на реактивные самолёты МиГ-15. В январе 1952 года выведен из состава 330-й иад и передан в состав 66-й иад ВВС Южной группы войск (Румыния). В 1955 году в составе 66-й иад передислоцирован в 48-ю ВА Одесского ВО. С 1958 года авиаполк базируется на аэродроме «Лиманское» Одесского военного округа. 28 апреля 1960 года передан из 66-й иад в состав 119-й иад 48-й ВА ОдВО.
14 декабря 1989 года в составе 119-й иад передан из 5-й ВА ОдВО в ВВС Черноморского флота. В апреле 1992 года передан Вооружённым силам Украины. Директивой МО Украины № 45/1/0120 от 09.04.2001 года 161-й истребительный авиационный полк расформирован на аэродроме Лиманское.

## Подчинение
| Дата            | Фронт (округ)             | армия                | Корпус                                       | Дивизия                                             | Примечания          |
| --------------- | ------------------------- | -------------------- | -------------------------------------------- | --------------------------------------------------- | ------------------- |
| 01.09.1941 года | Резервный фронт           | 43-я армия           | -                                            | -                                                   | -                   |
| 01.10.1941 года | Резервный фронт           | 43-я армия           | -                                            | 10-я смешанная авиационная дивизия                  | -                   |
| 01.11.1941 года | -                         | -                    | -                                            | -                                                   | на переформировании |
| 01.12.1941 года | -                         | -                    | -                                            | -                                                   | на переформировании |
| 01.01.1942 года | Северо-Западный фронт     | -                    | -                                            | 57-я смешанная авиационная дивизия                  | -                   |
| 01.02.1942 года | Северо-Западный фронт     | -                    | -                                            | 57-я смешанная авиационная дивизия                  | -                   |
| 01.03.1942 года | Северо-Западный фронт     | 11-я армия           | -                                            | -                                                   | -                   |
| 01.04.1942 года | Северо-Западный фронт     | 11-я армия           | -                                            | -                                                   | -                   |
| 01.05.1942 года | Северо-Западный фронт     | 11-я армия           | -                                            | -                                                   | -                   |
| 01.06.1942 года | Северо-Западный фронт     | -                    | -                                            | -                                                   | -                   |
| 01.07.1942 года | Северо-Западный фронт     | 6-я воздушная армия  | -                                            | 240-я истребительная авиационная дивизия            | -                   |
| 01.08.1942 года | Северо-Западный фронт     | 6-я воздушная армия  | -                                            | 240-я истребительная авиационная дивизия            | -                   |
| 01.09.1942 года | Северо-Западный фронт     | 6-я воздушная армия  | -                                            | 240-я истребительная авиационная дивизия            | -                   |
| 01.10.1942 года | Северо-Западный фронт     | 6-я воздушная армия  | -                                            | 240-я истребительная авиационная дивизия            | -                   |
| 01.11.1942 года | Северо-Западный фронт     | 6-я воздушная армия  | -                                            | 240-я истребительная авиационная дивизия            | -                   |
| 01.12.1942 года | Северо-Западный фронт     | 6-я воздушная армия  | -                                            | 240-я истребительная авиационная дивизия            | -                   |
| 01.01.1943 года | Северо-Западный фронт     | 6-я воздушная армия  | -                                            | 240-я истребительная авиационная дивизия            | -                   |
| 01.02.1943 года | Северо-Западный фронт     | 6-я воздушная армия  | -                                            | 240-я истребительная авиационная дивизия            | -                   |
| 01.03.1943 года | Приволжский военный округ | -                    | -                                            | -                                                   | -                   |
| 01.04.1943 года | Приволжский военный округ | -                    | -                                            | -                                                   | -                   |
| 01.05.1943 года | Приволжский военный округ | -                    | -                                            | -                                                   | -                   |
| 01.06.1943 года | Московский военный округ  | -                    | -                                            | -                                                   | -                   |
| 01.07.1943 года | Московский военный округ  | -                    | -                                            | -                                                   | -                   |
| 01.08.1943 года | Московский военный округ  | -                    | -                                            | -                                                   | -                   |
| 01.09.1943 года | Юго-Западный фронт        | 17-я воздушная армия | 1-й гвардейский смешанный авиационный корпус | 11-я гвардейская истребительная авиационная дивизия | -                   |
| 01.10.1943 года | Юго-Западный фронт        | 17-я воздушная армия | 1-й гвардейский смешанный авиационный корпус | 11-я гвардейская истребительная авиационная дивизия | -                   |
| 01.11.1943 года | 3-й Украинский фронт      | 17-я воздушная армия | 9-й смешанный авиационный корпус             | 295-я истребительная авиационная дивизия            | -                   |
| 01.12.1943 года | Московский военный округ  | -                    | -                                            | -                                                   | -                   |
| 01.01.1944 года | Московский военный округ  | -                    | -                                            | -                                                   | -                   |
| 01.02.1944 года | Московский военный округ  | -                    | -                                            | -                                                   | -                   |
| 01.03.1944 года | Московский военный округ  | -                    | -                                            | -                                                   | -                   |
| 01.04.1944 года | Московский военный округ  | -                    | -                                            | -                                                   | -                   |
| 01.05.1944 года | Московский военный округ  | -                    | -                                            | -                                                   | -                   |
| 01.06.1944 года | Московский военный округ  | -                    | -                                            | -                                                   | -                   |
| 01.07.1944 года | Московский военный округ  | -                    | -                                            | -                                                   | -                   |
| 01.08.1944 года | 3-й Прибалтийский фронт   | 14-я воздушная армия | -                                            | 330-я истребительная авиационная дивизия            | -                   |
| 01.09.1944 года | 3-й Прибалтийский фронт   | 14-я воздушная армия | -                                            | 330-я истребительная авиационная дивизия            | -                   |
| 01.10.1944 года | 3-й Прибалтийский фронт   | 14-я воздушная армия | -                                            | 330-я истребительная авиационная дивизия            | -                   |
| 01.11.1944 года | 3-й Белорусский фронт     | 1-я воздушная армия  | -                                            | 330-я истребительная авиационная дивизия            | -                   |
| 01.12.1944 года | 3-й Белорусский фронт     | 1-я воздушная армия  | -                                            | 330-я истребительная авиационная дивизия            | -                   |
| 01.01.1945 года | 3-й Белорусский фронт     | 1-я воздушная армия  | -                                            | 330-я истребительная авиационная дивизия            | -                   |
| 01.02.1945 года | 3-й Белорусский фронт     | 1-я воздушная армия  | -                                            | 330-я истребительная авиационная дивизия            | -                   |
| 01.03.1945 года | 3-й Белорусский фронт     | 1-я воздушная армия  | -                                            | 330-я истребительная авиационная дивизия            | -                   |
| 01.04.1945 года | 3-й Белорусский фронт     | 1-я воздушная армия  | -                                            | 330-я истребительная авиационная дивизия            | -                   |
| 01.05.1945 года | 3-й Белорусский фронт     | 1-я воздушная армия  | -                                            | 330-я истребительная авиационная дивизия            | -                   |

| МиГ-21 | МиГ-23 | Ла-7 | Ла-5 |

## Командиры
- майор, подполковник Пимен Корнеевич Московец[2], 09.07.1941 — 04.05.1942
- капитан Кулаков Павел Васильевич, 27.05.1942 — 20.07.1942, погиб[3]
- майор Конев Георгий Николаевич, 25.07.1942 — 20.11.1942
- Бобров, Владимир Иванович, майор, 20.11.1942 — 04.04.1943
- майор Тимохин Степан Михайлович, 07.05.1943 — 19.03.1944
- майор Кафтанов Павел Георгиевич, 20.03.1944 — 31.12.1945
- майор Евгений Михайлович Семёнов (? — 05.45)
- Подполковник Илларионов Юрий (Степанович), (1983—1985)
- Полковник Останин С. М., 1996—1998

## Награды и наименования
| Награда                    | Дата       | За что получена |
| -------------------------- | ---------- | --- |
| Орден Суворова III степени | 19.02.1945 | За образцовое выполнение боевых заданий командования в боях с немецкими захватчиками при овладении городами Тапиау, Алленбург, Ноденбург, Летцен и проявленные при этом доблесть и мужество |
| «Рижский»                  | 31.10.1944 | за отличия в боях и освобождение города Риги |

## Отличившиеся воины полка
| Награда | Ф. И. О.                 | Должность      | Звание               | Данные о вылетах                                                                           | Дата награждения          | Примечания          |
| ------- | ------------------------ | -------------- | -------------------- | ------------------------------------------------------------------------------------------ | ------------------------- | ------------------- |
|         | Владимир Иванович Бобров | командир полка | гвардии подполковник | к моменту представления 451 вылет, 112 воздушных бое, лично сбил 23 самолёта и 11 в группе | 20.03.1991 г. (посмертно) | Умер 28.03.1970 г.  |
|         | Фрунзе, Тимур Михайлович | лётчик         | лейтенант            | к моменту представления 9 вылетов, 3 воздушных боя, лично сбил 2 самолёта и 1 в группе     | 16.03.1942 г. (посмертно) | Погиб 19.01.1942 г. |

## Самолёты на вооружении
На вооружении полка находились: Як-1 (1941 г.); Ла-5 (1944 г.); Ла-7 (1945 г.); МиГ-15 (1951 г.); Як-25М (1956 г.); МиГ-17 (1960 г.); МиГ-21ПФ (1964 г.); МиГ-23 (1972 г.); МиГ-29 (1990 г.).